# Rhus ciliata
Rhus ciliata là một loài thực vật có hoa trong họ Đào lộn hột. Loài này được Licht. ex Schultes miêu tả khoa học đầu tiên.